# Жак Спекс
Жак Спекс (нід. Jacques Specx); 1585 — 22 липня 1652) — сьомий генерал-губернатор Голландської Ост-Індії.

## Біографія
Про дитинство та юність Жака відомостей не збереглося. Його брат, Корнеліс Спекс налагоджував торгівлю Голландської Ост-Індійської компанії (VOC) з Аюттхаєю. Сам Жак Спекс пішов на службу до VOC в 1607 році. Під керівництвом відомого капітана Пітера Віллємша Верхуффа, на флоті з одинадцяти кораблів він покинув Тесел і вирушив до голландської колонії в Бантамі.
Ім'я купця Жака Спекса згадується серед екіпажу кораблів De Griffioen і Roode Leeuw met Pijlen, які 2 липня 1609 році прибули до японського міста Хірадо, неподалік Нагасакі. Це був один із перших дипломатичних контактів між Голландською республікою і Японією. Командували експедицією Абрахам ван дер Брук (нід. Abraham van den Broeck) і Ніколас Пьойк (нід. Nicolaas Puyck). Допомагав їм як перекладач  Мельхіор ван Сантвурт (нід. Melchior van Santvoort), що торгував в Японії вже кілька років. Був укладений торговий договір, згідно з яким сьоґун Токуґава Ієясу дозволяв голландським торговцям безперешкодний доступ до всіх японських портів. 20 вересня цього ж року в Хірадо була заснована факторія, торгівлею в якій почав займатися Жак Спекс.

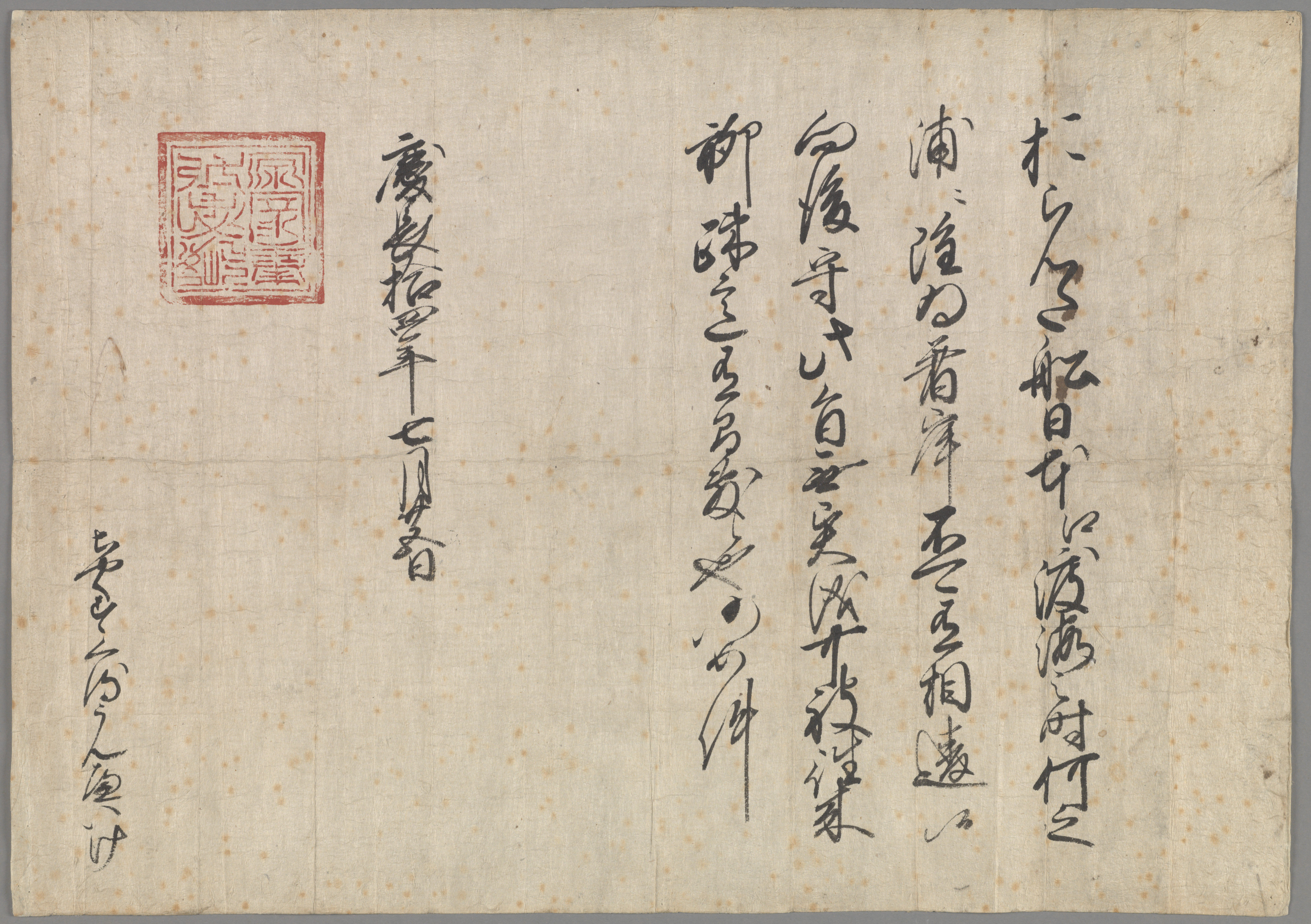
Нідерландсько-японський торговий договір 1609 року

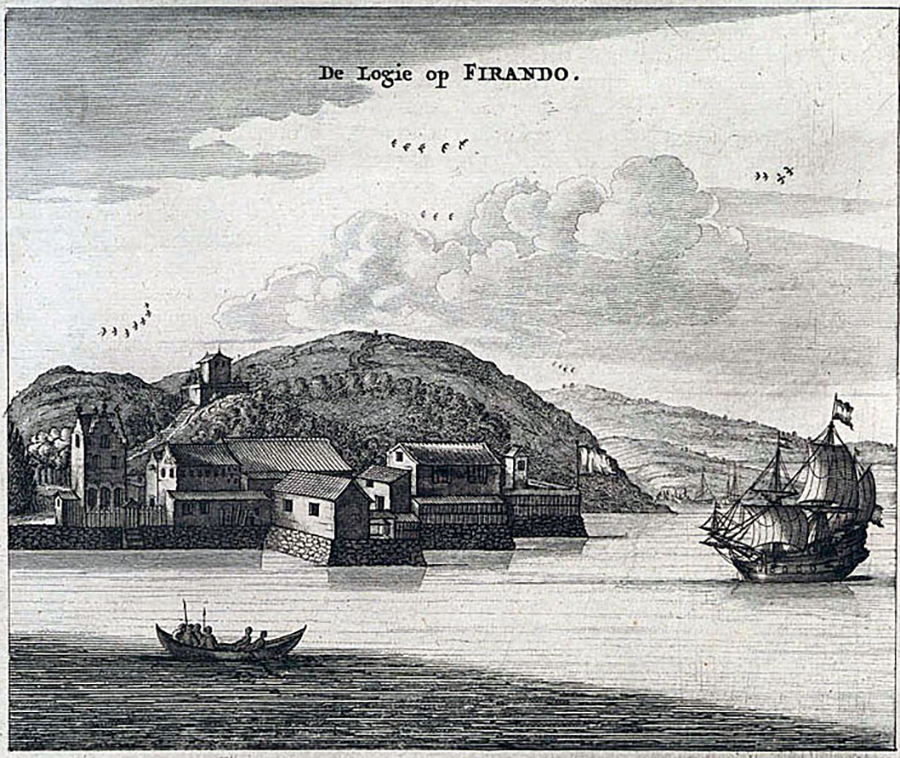
Факторія в Хірадо. Малюнок середини XVII століття

В 1610 році він відвідав Корею. Загалом основну увагу він продовжував приділяти факторії в японській Хіраді. У 1617 році від японської наложниці в нього народжується дочка Саартьє Спекс. В 1622 році генерал-губернатор Ян Пітерсзоон Кун викликає його на Яву, до новозаснованої столиці колоніальної Голландії — Батавії. 9 вересня він був обраний до Ради Індій, тим самим ставши третьою за впливовістю людиною в колоніях.
В 1627 році відпливає до Європи. Коли він повернувся до Батавії в 1629, то застав місто в облозі, а генерал-губернатор Ян Пітерсзоон Кун помер від хвороби.
У вересні 1629 року Жак Спекс був терміново обраний новим генерал-губернатором. Він відбив напад Матарамського султана, розбудовував Батавію, розвивав торгівлю.
Однак керівництво Голландської Ост-Індійської компанії, так звані сімнадцять панів (нід. Heeren XVII), не ратифікувало призначення Жака Спекса на посаду губернатора. Невдоволення Спексом полягало, великою мірою, у різних поглядах на колонізацію: тим часом як Спекс наполягав на еміграції до колоній сімей з дружинами і дітьми, керівництво компанії переважно відправляло засуджених злочинців. 17 березня 1632 року було офіційно оголошено про припинення повноважень Спекса.
У вересні 1632 року Жак Спекс передав посаду Гендріку Брауеру. Китайскі мешканці Батавії презентували йому золоту медаль як вдячність за підтримку (Спекс, як і його попередник Кун, високо цінував вклад китайців в розбудову міста). 3 грудня він вирушив до Голландії, прибувши туди в липні наступного року.

«Викрадення Європи» - одна з картин Рембрандта, що належала Жаку Спексу

Жак Спекс одним із перших зібрав колекцію картин Рембрандта. Крім нього, він також мав в колекції картини Якоба Баккера, Саломона ван Рейсдала, Гендріка Гольціуса, Ганса Вредемана де Вріса, Герарда Доу, Сімона де Влігера, Ґербранда ван ден Екгоута і Яна Моленара.
Жак Спекс помер 22 липня 1652 року. Похований у Вестеркерці.